# 디아이씨 (기업)
디아이씨(Dae-Il Corporation)는 대한민국의 전기 자동차 부품 기업으로,자동차 부품, 중장비 부품 등을 제조 및 판매하고 있다  미국 켄터키주에 설비투자를 진행 중이다. 테슬라에 전기차용 감속기를 공급하고 있다

## 역사
1976년에 설립되었으며, 2007년 10월 18일에 공모가 63,000원에 코스닥 시장에 상장하였다.

## 같이 보기
- 디아이 (기업)
- 디와이 (기업)